# آنجلا آلوارادو
آنجلا آلوارادو (انگلیسی: Angela Alvarado؛ زادهٔ ۷ ژوئن ۱۹۷۲) یک هنرپیشه اهل ایالات متحده آمریکا است.
از فیلم‌های معروف او می‌توان به بازی در فیلم آزادی نویسندگان و هر کاری خواهم کرد اشاره کرد.